# Castell de Pedraja

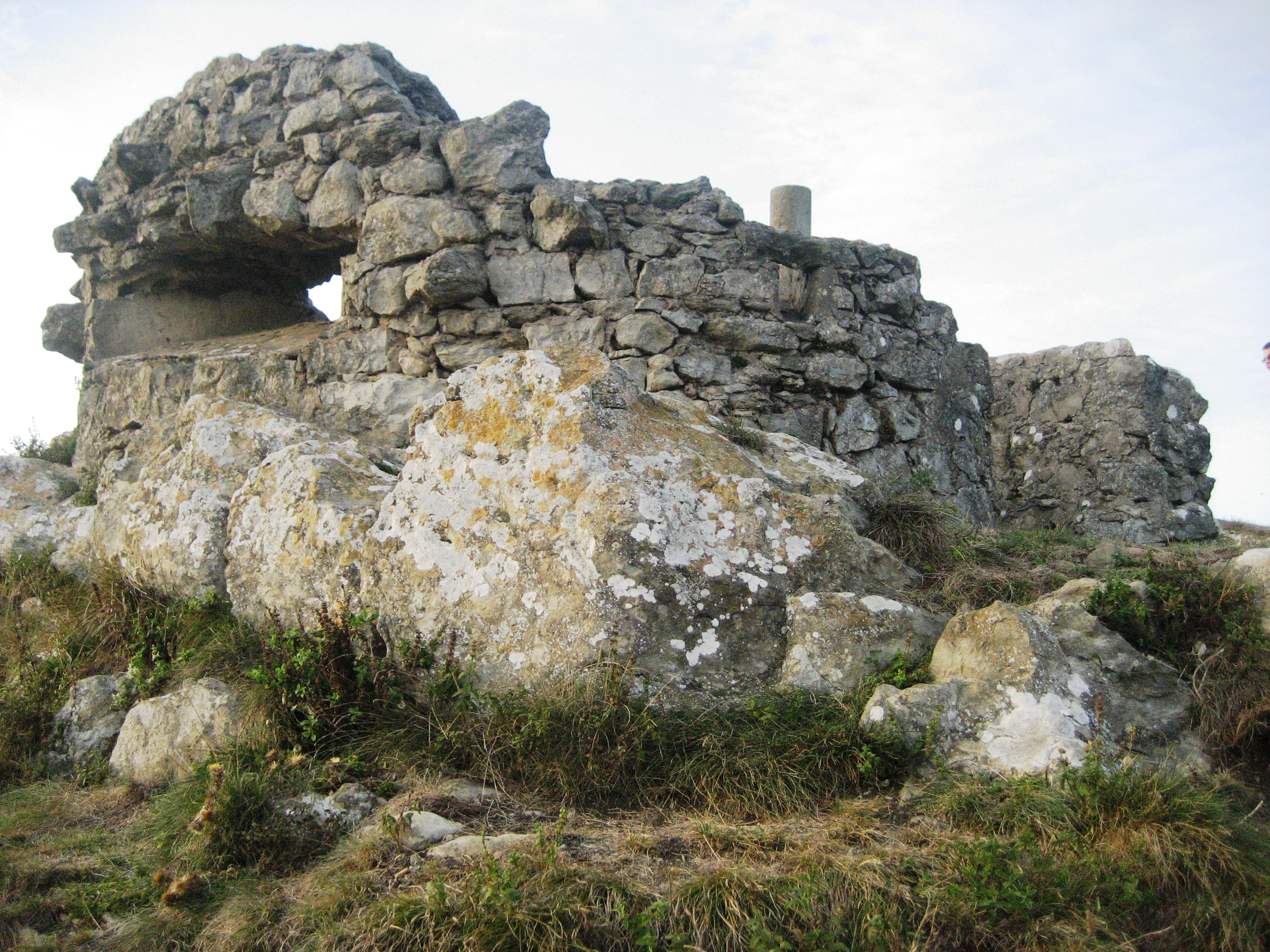
Restes del castell

El castell de Pedraja, castell de Liencres o castell d'Hèrcules va ser una fortificació del tipus castell situada sobre la muntanya La Picota (també anomenada, en aquell temps, muntanya del Castillo) a la localitat de Liencres (Cantàbria). Probablement va ser fundat per Garcilaso I de la Vega a finals del segle xiii o principis del segle XIV; va formar part de la defensa del senyoriu de la Vega, propietat de la Casa de la Vega. El primer document clar que demostra la seva existència és de 1403, quan va passar a ser centre administratiu i judicial dels Vega, encara que s'ha assenyalat un altre de 1338 que sembla referir-se també a ell. Es considera la major fortificació de la zona oriental de les Astúries de Santillana. El castell va desaparèixer en algun moment del segle xix. L'últim testimoniatge que es coneix és la cita del pare Sota el 1861, que en veure les ruïnes va considerar que havia estat cremat i abandonat, segurament durant els plets que van tenir lloc a Cantàbria durant l'edat moderna. És possible que es denominés incorrectament com a castell, al tractar-se d'una torre bastant fortificada, tal com va passar en altres estructures defensives medievals de Cantàbria.
La seva arquitectura, segons els vestigis arqueològics, era un estil de transició entre el Romànic i el Gòtic. Tenia un fossat de 5 m d'ample i 2 m d'altura, que protegia un recinte lliure més o menys quadrat de 36 metres de costat, l'entrada del qual estava protegida per una torrassa rectangular. Avui dia es conserven les ruïnes d'una altra torre i les restes d'una tanca i del fossat. Per això, està protegit com a jaciment arqueològic des de 2004.